# 美術の世界
『美術の世界』（びじゅつのせかい）は、NHK教育テレビジョンで1972年4月10日から1980年3月17日まで放送されていた中学生・高校生向けの学校放送（教科：美術）である。その後も1980年10月6日から1981年10月5日まで『中学校特別シリーズ』月曜日の番組として、1982年8月31日から10月12日まで『中学校特別シリーズ』火曜日の番組として放送されていた。

## 放送時間
いずれも日本標準時、別の時間帯での再放送あり。
| 期間                           | 放送時間                                                                                   |
| ------------------------------ | ------------------------------------------------------------------------------------------ |
| 1972年4月10日 - 1980年3月17日  | 月曜日 14:55 - 15:15                                                                       |
| 1980年10月6日 - 1981年10月5日  | 月曜日 15:00 - 15:20 （『中学校特別シリーズ』月曜日） 1981年11月以降も再放送枠として使用。 |
| 1982年8月31日 - 1982年10月12日 | 火曜日 14:00 - 14:20 （『中学校特別シリーズ』火曜日） 1982年10月以降も再放送枠として使用。 |

## 出演者
高等学校の時間 美術の世界
- ききて - 生田朗子